# Les Chants de Pyrène
Les Chants de Pyrène, sous-titré Voyage à travers les Pyrénées légendaires, est une bande dessinée en 4 tomes de Jean-Claude Pertuzé, parue aux éditions Loubatières à Toulouse entre 1981 et 1984.
Les Chants de Pyrène est une compilation de contes, légendes, traditions, récits historiques des Pyrénées, présentées sous forme d'un voyage pédestre par deux personnes : un fils de notaire aisé, et un paysan de la vallée d'Ossau qui sert de guide, de porteur et de compagnon de voyage. L'action se situe en 1850, période où le costume traditionnel est à son apogée et où le « tourisme » se développe.
Les albums sont dessinés en noir et blanc, à la plume, et comptent chacun 68 planches en format 24 x 32 cm.
Le tome 1 comprend le Pays basque, le Béarn, la Bigorre.
Le tome 2, la Bigorre, la vallée d'Aure, le val d'Aran, le Comminges, le Couserans et les vallées ariégeoises. 
Le tome 3, l'Andorre et la Catalogne.
Le tome 4 et dernier constitue le voyage de retour, par d'autres chemins.
La série traite essentiellement des Pyrénées françaises, il y a très peu d'évocations des Pyrénées espagnoles, elles aussi très riches sur le plan des mythologies.
Les Chants de Pyrène ont connu plusieurs rééditions depuis 1981. En 2003, la série a été rééditée sous forme compacte, l'intégrale en un seul volume 16 x 24 cm, avec trois planches inédites, soit 375 planches au total.
- Prix Patou d’Aure 2010 au 1er salon du livre pyrénéen de Saint-Lary-Soulan (Hautes-Pyrénées).